# Municipio Girardot (Aragua)
Girardot es uno de los municipios más poblados del estado venezolano de Aragua y cuya capital, la ciudad de Maracay, es asimismo la capital de este estado. Conforma uno de los 8 municipios que integran el Área Metropolitana de Maracay. Geográficamente está situado en al noroeste del Estado Aragua y limita al norte con el mar Caribe, al sur con el municipio Libertador, al este con los municipios Santiago Mariño y Linares Alcántara y al oeste con el lago de Valencia, los municipios Mario Briceño Iragorry y Ocumare de la Costa de Oro y el vecino estado de Carabobo.
Lleva su nombre en honor al prócer neogranadino Atanasio Girardot, quién luchó en las guerras de independencia de Nueva Granada y Venezuela.

## Geografía

### Clima
| Parámetros climáticos promedio de maracay, según mediciones de sensores remotos (2000–2100) | Parámetros climáticos promedio de maracay, según mediciones de sensores remotos (2000–2100) | Parámetros climáticos promedio de maracay, según mediciones de sensores remotos (2000–2100) | Parámetros climáticos promedio de maracay, según mediciones de sensores remotos (2000–2100) | Parámetros climáticos promedio de maracay, según mediciones de sensores remotos (2000–2100) | Parámetros climáticos promedio de maracay, según mediciones de sensores remotos (2000–2100) | Parámetros climáticos promedio de maracay, según mediciones de sensores remotos (2000–2100) | Parámetros climáticos promedio de maracay, según mediciones de sensores remotos (2000–2100) | Parámetros climáticos promedio de maracay, según mediciones de sensores remotos (2000–2100) | Parámetros climáticos promedio de maracay, según mediciones de sensores remotos (2000–2100) | Parámetros climáticos promedio de maracay, según mediciones de sensores remotos (2000–2100) | Parámetros climáticos promedio de maracay, según mediciones de sensores remotos (2000–2100) | Parámetros climáticos promedio de maracay, según mediciones de sensores remotos (2000–2100) | Parámetros climáticos promedio de maracay, según mediciones de sensores remotos (2000–2100) |
| Mes                                                                                         | Ene.                                                                                        | Feb.                                                                                        | Mar.                                                                                        | Abr.                                                                                        | May.                                                                                        | Jun.                                                                                        | Jul.                                                                                        | Ago.                                                                                        | Sep.                                                                                        | Oct.                                                                                        | Nov.                                                                                        | Dic.                                                                                        | Anual                                                                                       |
| ------------------------------------------------------------------------------------------- | ------------------------------------------------------------------------------------------- | ------------------------------------------------------------------------------------------- | ------------------------------------------------------------------------------------------- | ------------------------------------------------------------------------------------------- | ------------------------------------------------------------------------------------------- | ------------------------------------------------------------------------------------------- | ------------------------------------------------------------------------------------------- | ------------------------------------------------------------------------------------------- | ------------------------------------------------------------------------------------------- | ------------------------------------------------------------------------------------------- | ------------------------------------------------------------------------------------------- | ------------------------------------------------------------------------------------------- | ------------------------------------------------------------------------------------------- |
| Temp. máx. abs. (°C)                                                                        | 38.0                                                                                        | 55.1                                                                                        | 45.7                                                                                        | 44.7                                                                                        | 40.0                                                                                        | 36.8                                                                                        | 36.5                                                                                        | 35.3                                                                                        | 36.5                                                                                        | 37.0                                                                                        | 35.1                                                                                        | 35.9                                                                                        | 45.7                                                                                        |
| Temp. máx. media (°C)                                                                       | 27.4                                                                                        | 28.3                                                                                        | 28.3                                                                                        | 27.0                                                                                        | 26.1                                                                                        | 26.1                                                                                        | 25.3                                                                                        | 26.5                                                                                        | 26.5                                                                                        | 26.2                                                                                        | 25.3                                                                                        | 26.1                                                                                        | 26.6                                                                                        |
| Temp. media (°C)                                                                            | 21.3                                                                                        | 22.3                                                                                        | 22.8                                                                                        | 22.5                                                                                        | 21.9                                                                                        | 22.0                                                                                        | 21.4                                                                                        | 21.8                                                                                        | 22.3                                                                                        | 22.0                                                                                        | 21.4                                                                                        | 21.2                                                                                        | 21.9                                                                                        |
| Temp. mín. media (°C)                                                                       | 19.2                                                                                        | 19.5                                                                                        | 20.0                                                                                        | 20.2                                                                                        | 20.6                                                                                        | 20.3                                                                                        | 20.0                                                                                        | 20.4                                                                                        | 20.7                                                                                        | 20.5                                                                                        | 19.8                                                                                        | 19.3                                                                                        | 20.0                                                                                        |
| Temp. mín. abs. (°C)                                                                        | 13.7                                                                                        | 13.0                                                                                        | 13.5                                                                                        | 13.6                                                                                        | 14.7                                                                                        | 13.7                                                                                        | 9.9                                                                                         | 14.1                                                                                        | 14.7                                                                                        | 14.4                                                                                        | 14.1                                                                                        | 12.6                                                                                        | 9.9                                                                                         |
| Fuente: MOD11A2 MODIS/Terra Land Surface Temperature/Emissivity                             |                                                                                             |                                                                                             |                                                                                             |                                                                                             |                                                                                             |                                                                                             |                                                                                             |                                                                                             |                                                                                             |                                                                                             |                                                                                             |                                                                                             |                                                                                             |

## Economía

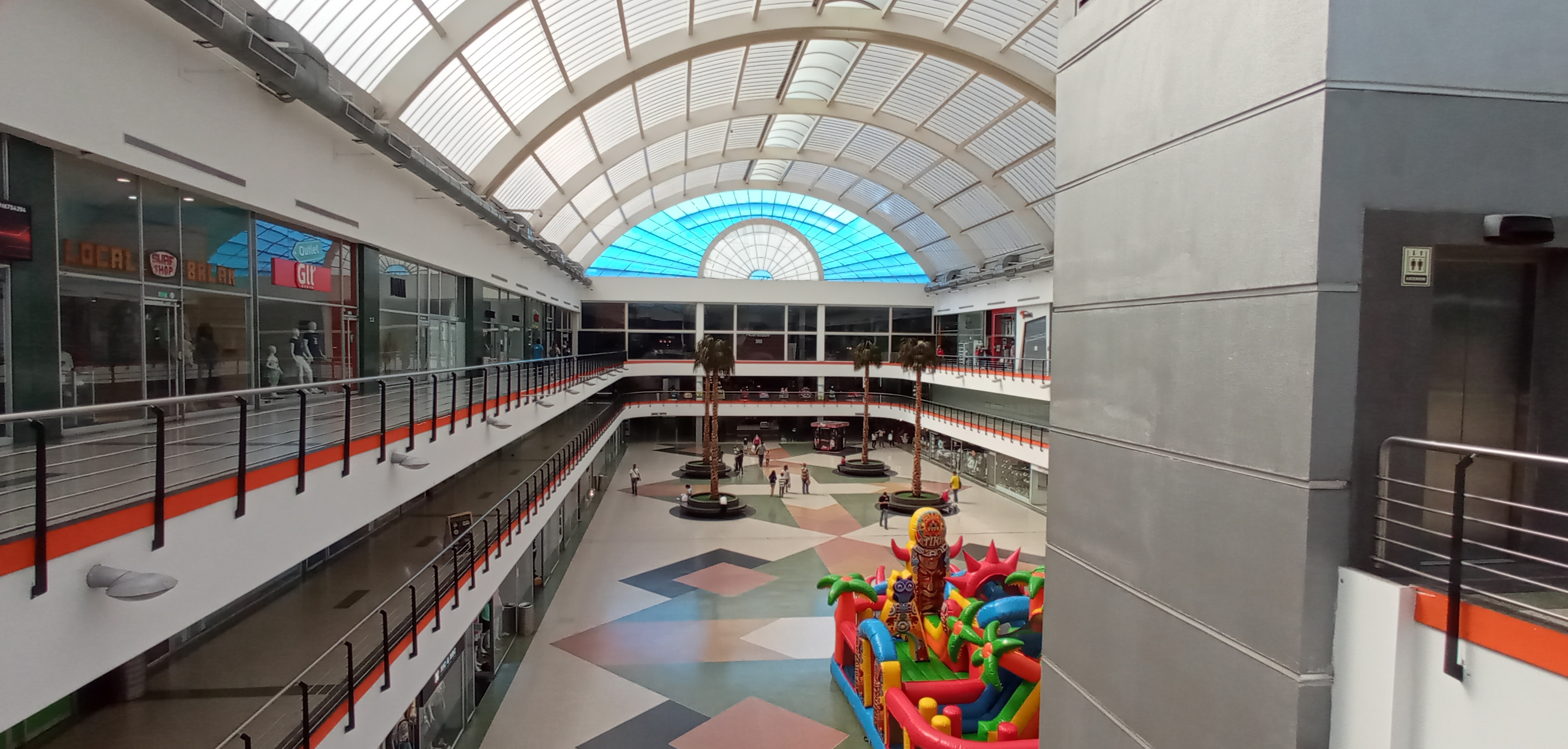
Centro Comercial Las Américas

El municipio basa su economía en actividades comerciales, industriales, turísticas ya que el municipio posee gran ámbito en la economía estatal, por tal motivo, en este municipio se encuentra la ciudad de Maracay, capital del estado y cuarta ciudad más importante del país, que posee una actividad comercial activa por la cantidad de centros comerciales, entre los que podemos encontrar: Galerías Plazas, Las Américas, Parque Aragua, Hyper Jumbo, Maracay Plaza, Paseo Estación Central, entre otros. También se encuentran las cantidades de comercios que se reparten por toda la ciudad, uno de los sectores muy comerciales encontramos el casco central que hay desde tiendas de calzados hasta perfumerías y otros.

## Actividad Industrial
Esta actividad en el municipio es muy importante ya que el municipio tiene varias zonas industriales entre las que encontramos •zona industrial San Jacinto, zona industrial San Vicente, Zona Industrial Piñonal, Zona Industrial San Miguel entre otras las industrias son generalmente de textiles, metalmecánicas, alimenticia y farmacéuticas. Aunque actualmente van decreciendo por la crisis económica que está sufriendo la nación.

## Actividad Turística
El municipio posee atractivos turísticos para el país, en los que encontramos las hermosas playas de las costas, el Parque Metropolitano de Maracay, Zoológico de Maracay, Plaza Bolívar de Maracay, parque nacional Henry Pittier, entre otros.

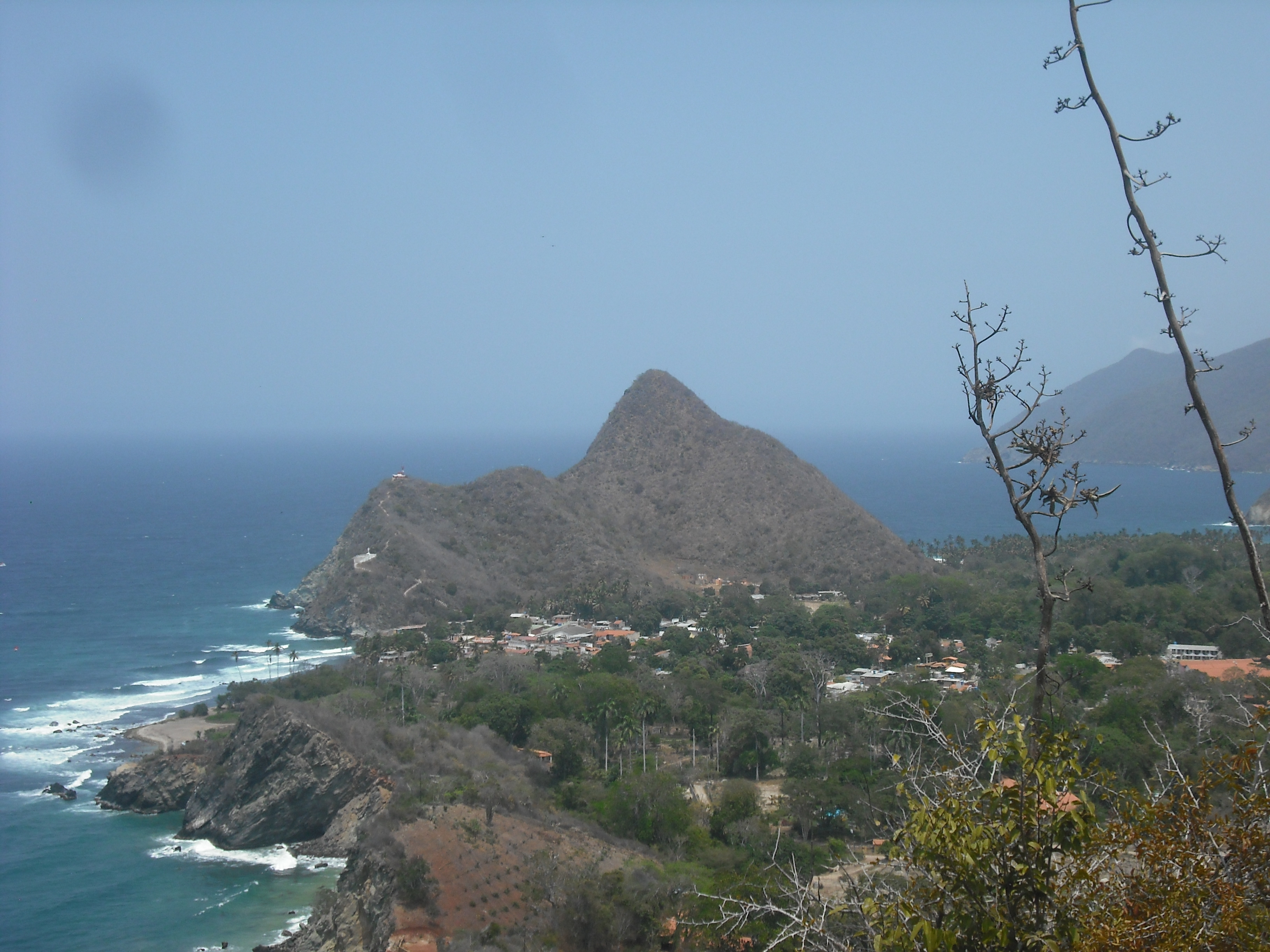
Playa de Choroní, gran atractivo turístico.

## Himno
La letra del himno es obra de Juan Félix Delgado Mendoza, mientras que la música es de Omar Ugarte, fue compuesto en 1965.

## Organización territorial
Maracay es la capital del municipio Girardot que a su vez se divide en ocho parroquias urbanas y una extraurbana (Choroní), pero debido a su gran crecimiento durante los últimos veinticinco años, los límites del área metropolitana de la ciudad sobrepasaron los propios del municipio Girardot abarcando espacios en el municipio Francisco Linares Alcántara, municipio Mario Briceño Iragorry, y municipio Santiago Mariño
En otros países la figura de «municipio» no existe, siendo las llamadas «ciudades» las que suplen como división político-administrativa regida por un alcalde. Por otra parte es de notar que en Venezuela coexisten ambos conceptos, pero con propósitos distintos: mientras las ciudades se toman como unidades urbanas con propósitos estadísticos, históricos, culturales y urbanísticos, los municipios (en este caso Girardot) son la unidad político-administrativa primaria de organización en el país.

### División municipal
El municipio se divide en 8 parroquias, de las cuales 7 son pertenecientes a la ciudad de Maracay, y la octava es de carácter suburbano, que viene siendo la parroquia Choroní.
| Parroquias              |
| ----------------------- |
| Los Tacariguas          |
| Andrés Eloy Blanco      |
| José Casanova Godoy     |
| Pedro José Ovalles      |
| Joaquín Crespo          |
| Madre María de San José |
| Las Delicias            |
| Choroní                 |

## Política y gobierno

### Alcaldes
| Período     | Alcalde                | Partido político / Alianza | % de votos | Notas |
| ----------- | ---------------------- | -------------------------- | ---------- | --- |
| 1989 - 1992 | Marlene Ortiz          | AD                         | 34,53      | Primera alcaldesa bajo elecciones directas |
| 1992 - 1995 | William Querales       | MAS                        | 35,36      | Segundo alcalde bajo elecciones directas |
| 1995 - 2000 | Estela Rocca de Azuaje | AD                         | -          | Tercera alcaldesa bajo elecciones directas (se realizaron elecciones generales adelantadas en el 2000 debido a la aprobación de la Constitución de 1999) |
| 2000 - 2004 | Humberto Prieto        | MAS                        | 41,10      | Cuarto alcalde bajo elecciones directas |
| 2004 - 2008 | Humberto Prieto        | PODEMOS                    | 43,33      | Reelecto |
| 2008 - 2013 | Pedro Bastidas         | PSUV                       | 45,74      | Quinto alcalde bajo elecciones directas (se postergan 1 año las elecciones municipales pautadas para finales del 2012)                                   |
| 2013 - 2017 | Pedro Bastidas         | PSUV                       | 51,55      | Reelecto |
| 2017 - 2021 | Pedro Bastidas         | PSUV                       | 75,65      | Reelecto. Falleció durante su gestión el 19 de abril de 2021                                                                                             |
| 2021 - 2025 | Rafael Morales         | PSUV                       | 54,90      | Sexto alcalde bajo elecciones directas |

### Concejo municipal
Periodo 2021 - 2025
| Concejales:       | Partido político / Alianza |
| ----------------- | -------------------------- |
| Nerluz Casanova   | PSUV                       |
| Angel Nieto       | PSUV                       |
| Maryury Hernández | PSUV                       |
| Luis Calderón     | PSUV                       |
| Geraldine Alvarez | PSUV                       |
| Normedi Pariata   | PSUV                       |
| Joel Marrero      | PSUV                       |
| Pablo Alvarado    | PSUV                       |
| Maria Medina      | PSUV                       |
| José Nessi        | MUD                        |
| Moises Somaza     | EL CAMBIO                  |